# Gul potatiscystnematod
Gul potatiscystnematod (Globodera rostochiensis) är en sedentär endoparasit (rundmaskart) där honan sväller upp till en cysta på rötterna. De runda cystorna är ungefär 0,5 mm i diameter. Den infekterar främst potatis men kan även angripa andra Solanaceae-arter som till exempel tomat. Infekterade plantor har nedsatt tillväxt med mindre potatisknölar och man kan se nematodcystorna på utsidan av rötterna. Angripna områden på fältet uppträder som fläckar av mindre, gulaktiga plantor som producerar färre knölar.

## Livscykel
Nematoden befinner sig större delen av livet i jorden där de ligger som ägg i cystor, som är de döda honorna. Äggen kläcks främst på våren. Juvenilerna tar sig sedan till potatisroten där de tränger in och tar upp näring. Juvenilerna sväller upp under utvecklingen. Både honor och hanar utvecklas. Hanarna blir maskliknande när de är färdigutvecklade och lämnar roten för att befrukta en hona. Honorna växer sig så stora att de tränger ut genom roten och när de dör lossnar de från rötterna. Cystan innehåller cirka 200-600 ägg. G. rostochiensis genomgår en generation per växtsäsong. Värdväxt stimulerar äggkläckning. Vid odling av potatis kläcks 65-80 % av cystorna under säsongen. Cirka 30 % av populationen kläcks spontant varje år i frånvaro av värdväxt. Cystorna kan finnas kvar i marken 15-20 år innan alla cystor dött om ingen värdväxt odlas. Honorna som sitter på värdväxtrötterna ändrar färg från vita till gula och blir till sist bruna. Detta skiljer dem från Globodera pallidia som ändrar färg från vit direkt till brun.

## Utbredning
G. rostochiensis identifierades första gången i Sverige 1922 och i de övriga nordiska länderna påträffades den ännu senare. På 1980-talet ansågs hela fabrikspotatisarealen i Skåne och Blekinge vara infekterad samt att matpotatisarealen var infekterad på flera håll. Idag återfinns nematoderna ända upp till Gästrikland och Hälsingland. På 1960-talet kom de första resistenta potatissorterna. Men oförsiktig import av ocertifierat utsäde ledde till att nematoder med virulens mot resistensen fördes in tillsammans med den vita potatiscystnematoden G. pallida. Potatiscystnematod tros vara den största orsaken till att hemmaodlad potatis växer dåligt. Det beror på att potatis där odlas var och vartannat år.

## Spridning
Den största spridningsrisken både långa och korta avstånd är jord på utsädespotatis. För spridning korta sträckor kan även jord som fastnat på maskiner och redskap vara betydande. Vinderosion och översvämning kan också föra med sig cystor mellan fält. Vid spridning när endast ett fåtal cystor infekterar fältet måste potatis odlas många gånger innan betydliga symptom uppdagas. Vid en fyraårig växtföljd kan det ta upp till 25 år innan man ser fläckar på fältet vilket försvårar möjligheten att veta när infektionen skedde och vad som orsakade den.

## Potatiscystnematoder i tomat
Symptom uppträder som dålig tillväxt. Vid kraftiga angrepp blir bladen ljusare samt kan bli cyanofärgade i kanterna. Plantorna får svårt att ta upp vatten och rötterna blir buskiga. Angreppsstället sväller upp på roten vilket är unikt för denna cystnematod. Bekämpning sker genom att byta jord eller växtplats alternativt odla resistenta sorter ett par år och på så sätt sanera jorden.